# 유탁
유탁(劉度, ? ~ ?)은 중국 후한 말의 정치가이다. 한자의 음을 어떻게 읽느냐에 따라 유도라고도 부른다.

## 생애
건안(建安) 14년(209년), 유비(劉備)가 형주 남부를 공격하자 당시 영릉태수(零陵太守)였던 유탁은 유비에게 항복하였다.

## 《삼국지연의》 속 유탁
208년 형주 평정전에서 영릉에 쳐들어온 유비를 막기 위해 아들 유현(劉賢)과 장수 형도영(邢道榮)을 보냈지만 형도영은 전사하고 유현은 항복하자 자신도 유비군에 항복한 뒤, 영릉 태수의 직위를 그대로 유지한 것으로 되어 있다.

## 같이 보기
- 삼국지 인물 목록